# 으름덩굴
으름덩굴(학명: Akebia quinata 아케비아 퀴나타[*])은 으름덩굴과의 덩굴식물이다. 원산지는 동아시아이다. 한자명은 목통(木通), 통초(通草), 임하부인(林下婦人)이다.

## 특징
꽃은 일반적으로 4월에서 5월 사이에 피며, "초콜릿 향"이라 불리는 향기를 풍기지만 실제로는 초콜릿보다는 바닐라나 때때로 육두구(넛맥)에 더 가까운 향이 난다.
줄기에 가는 구멍이 있어 양쪽 끝이 다 통하여 목통(木通)이라는 이름도 있는데, 한쪽 끝을 입에 물고 바람을 불면 반대쪽으로 바람이 나간다.

## 사진

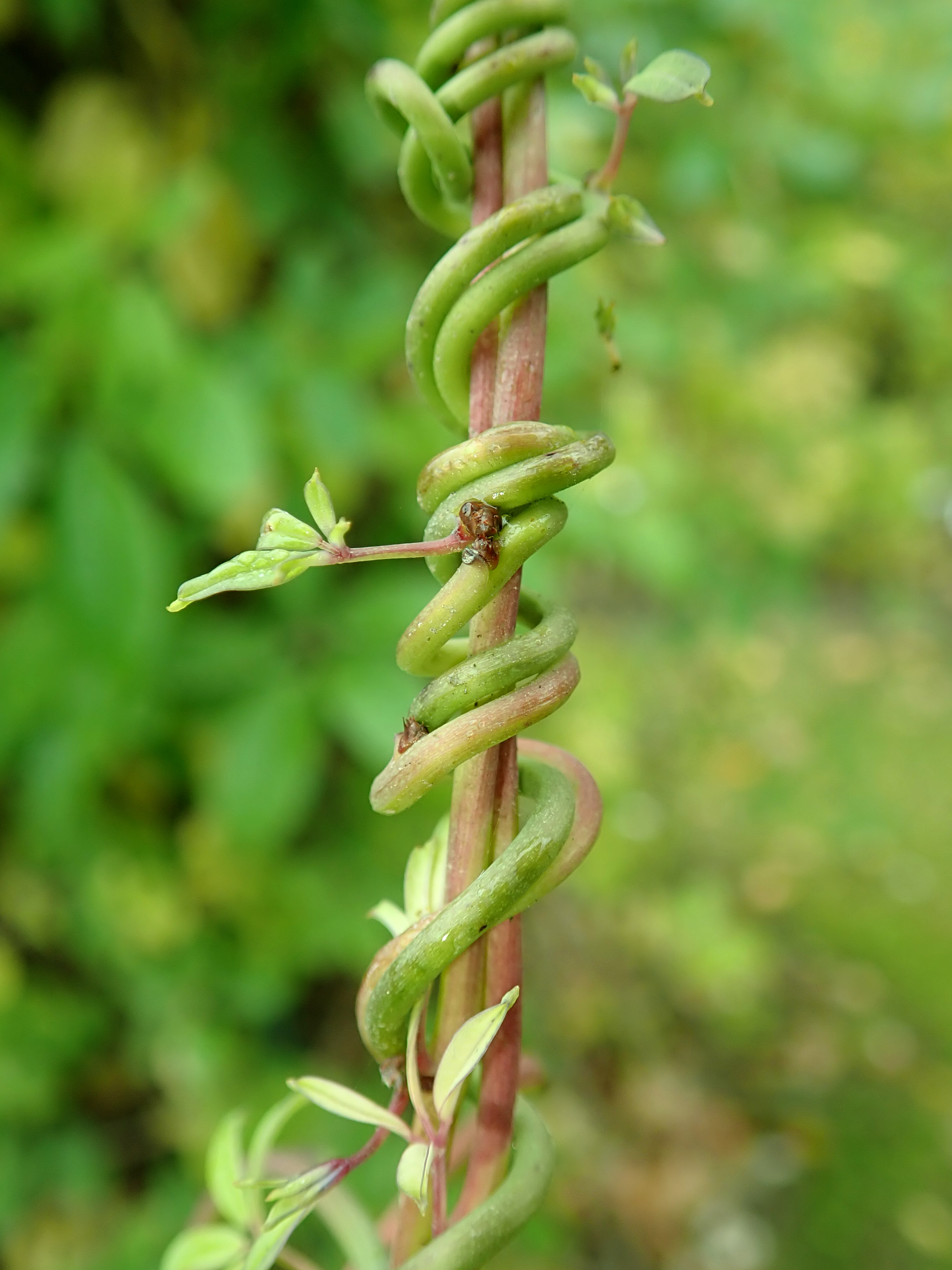
넝쿨
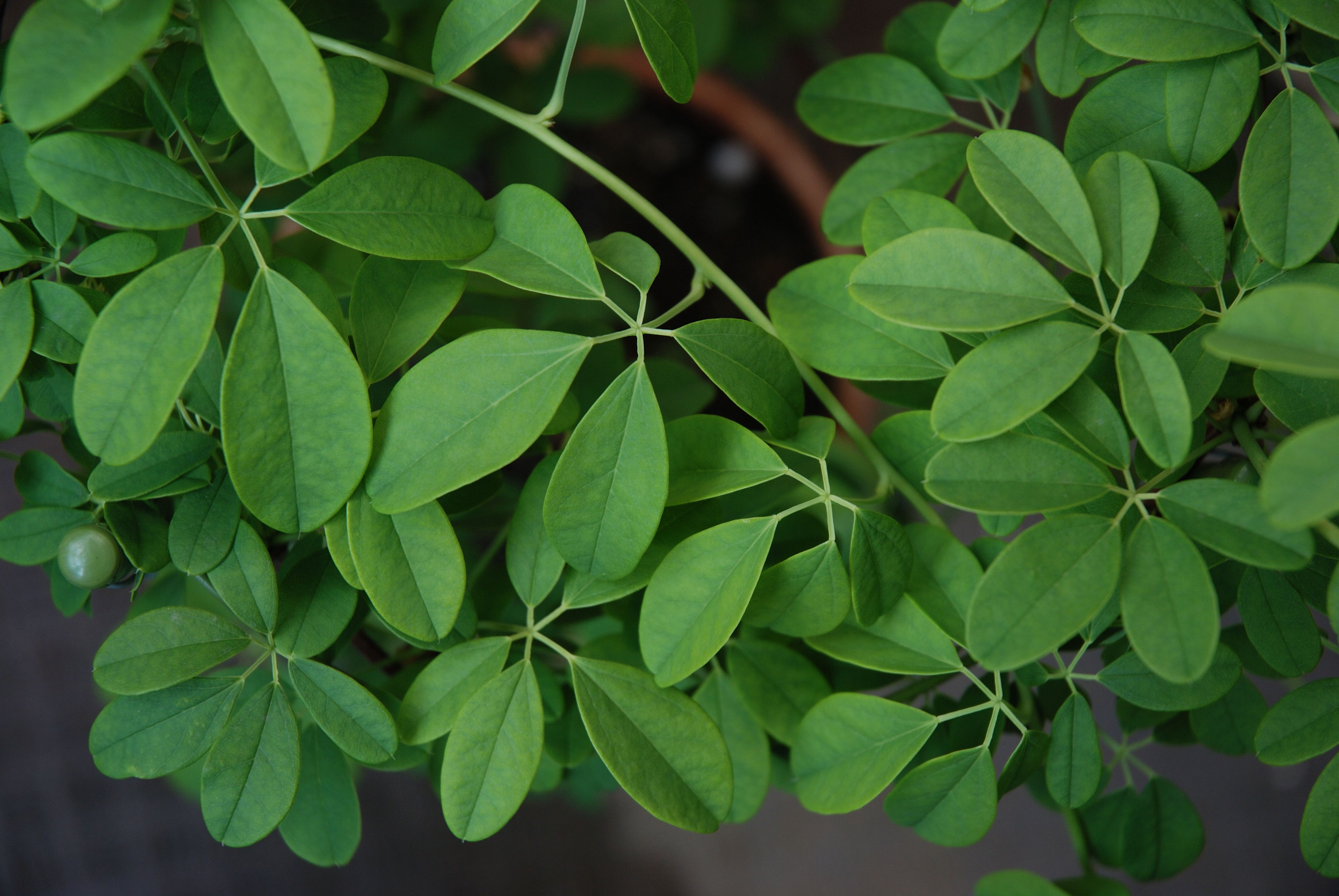
잎
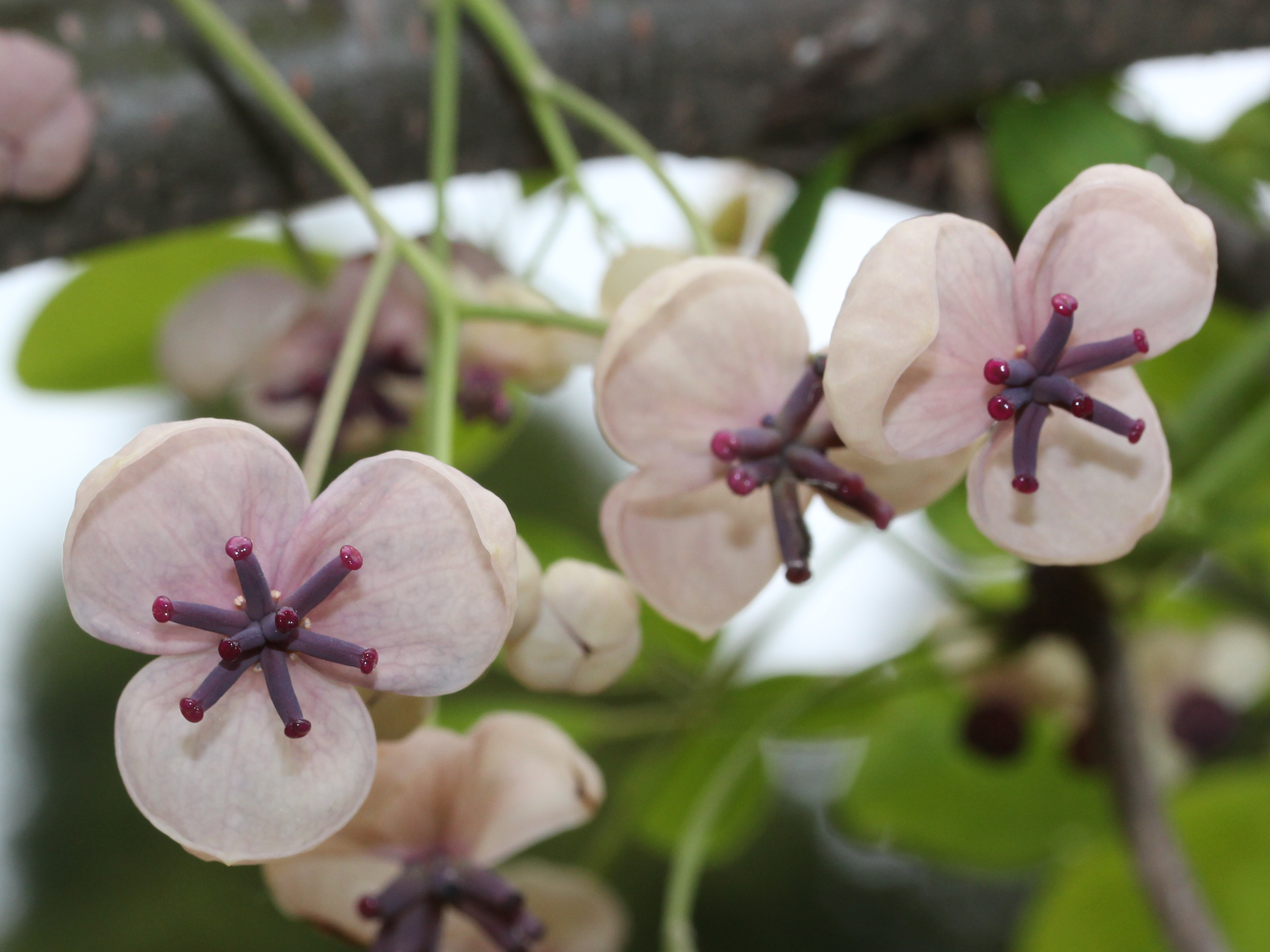
꽃
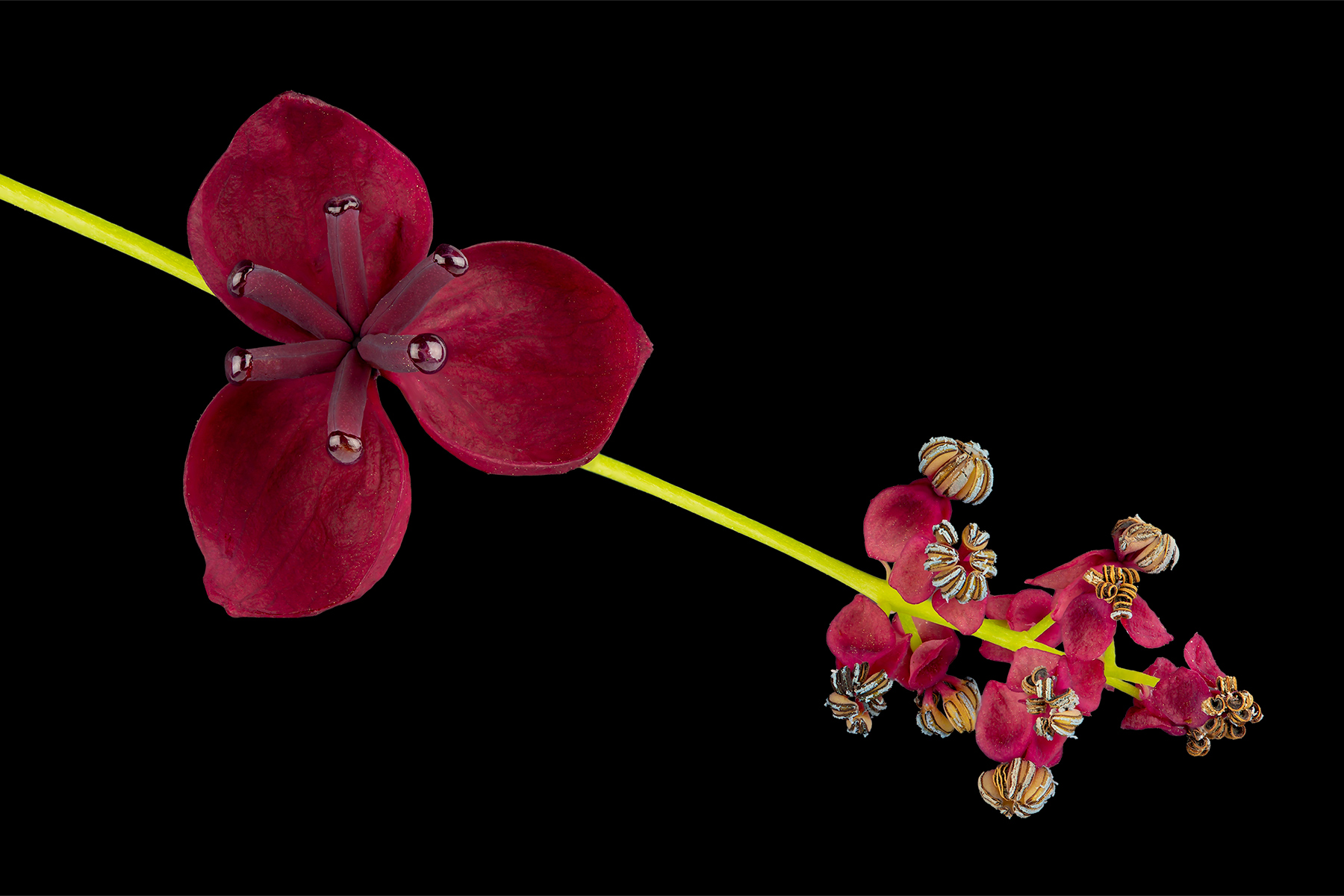
암꽃(왼쪽)과 수꽃(오른쪽)
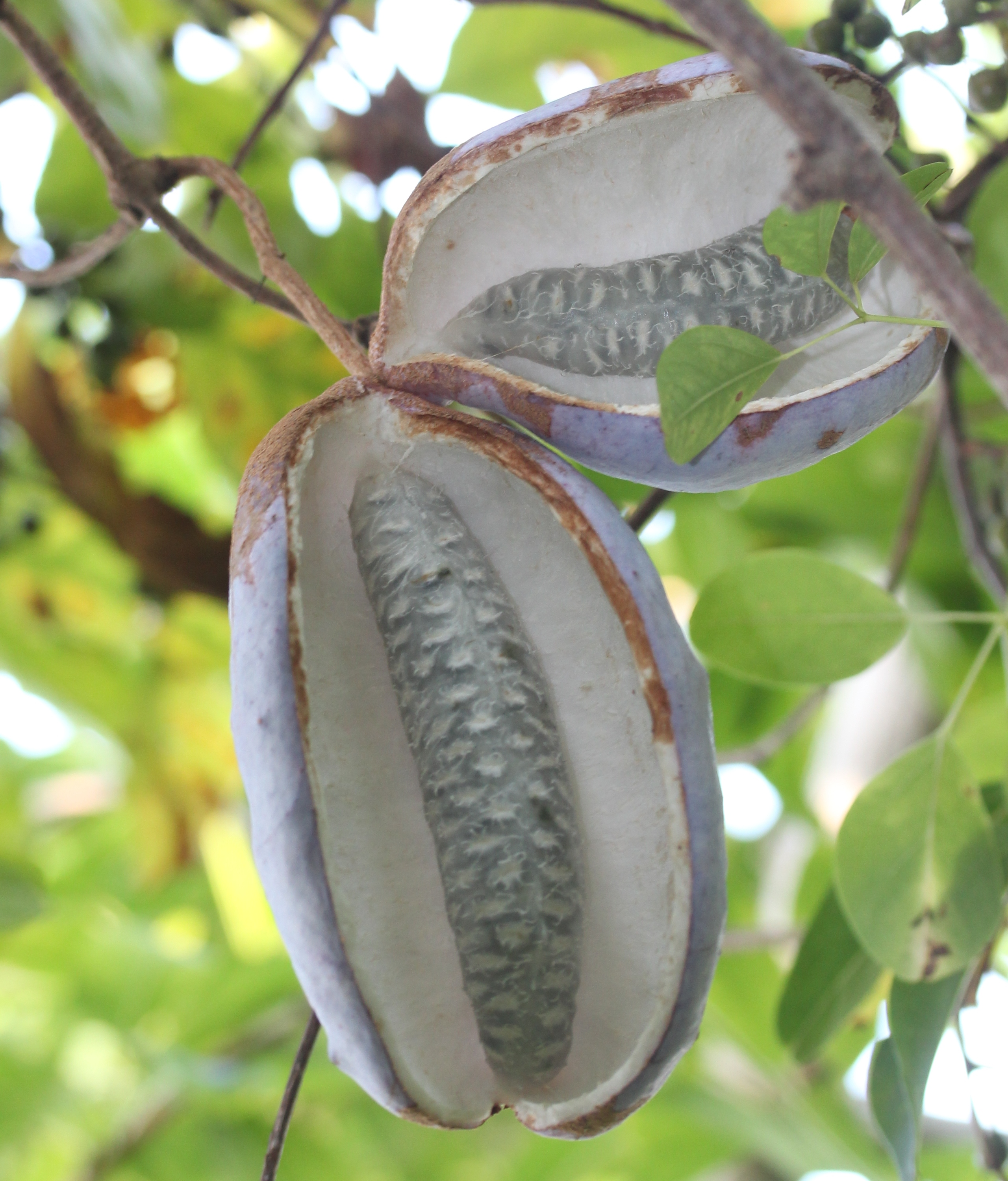
열매
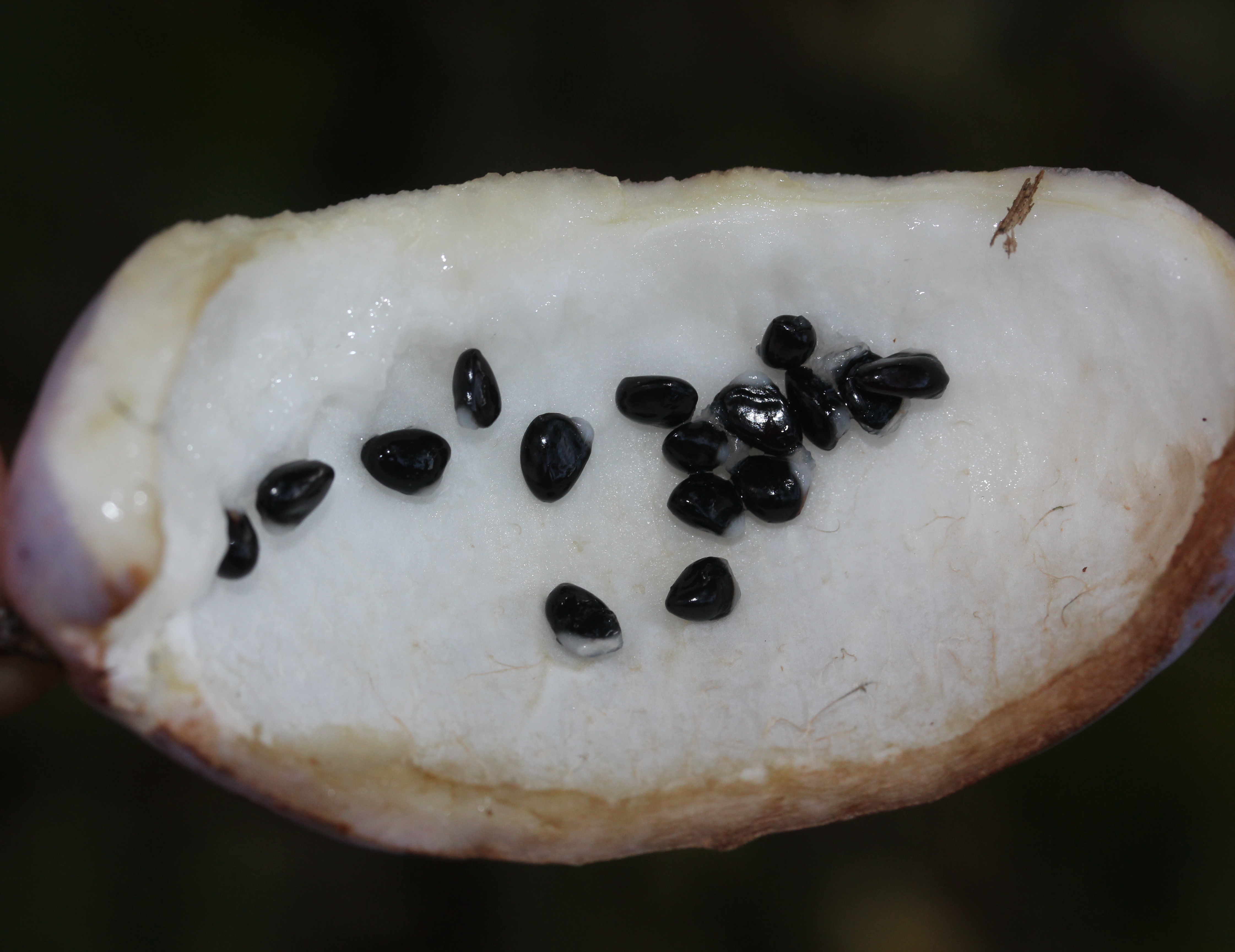
씨